# 10802 Masamifuruya
10802 Masamifuruya eller 1992 UL6 är en asteroid i huvudbältet som upptäcktes den 28 oktober 1992 av de båda japanska astronomerna Kazuro Watanabe och Kin Endate vid Kitami-observatoriet. Den är uppkallad efter Masami Furuya.
Asteroiden har en diameter på ungefär 5 kilometer.